# Lucien Péraire

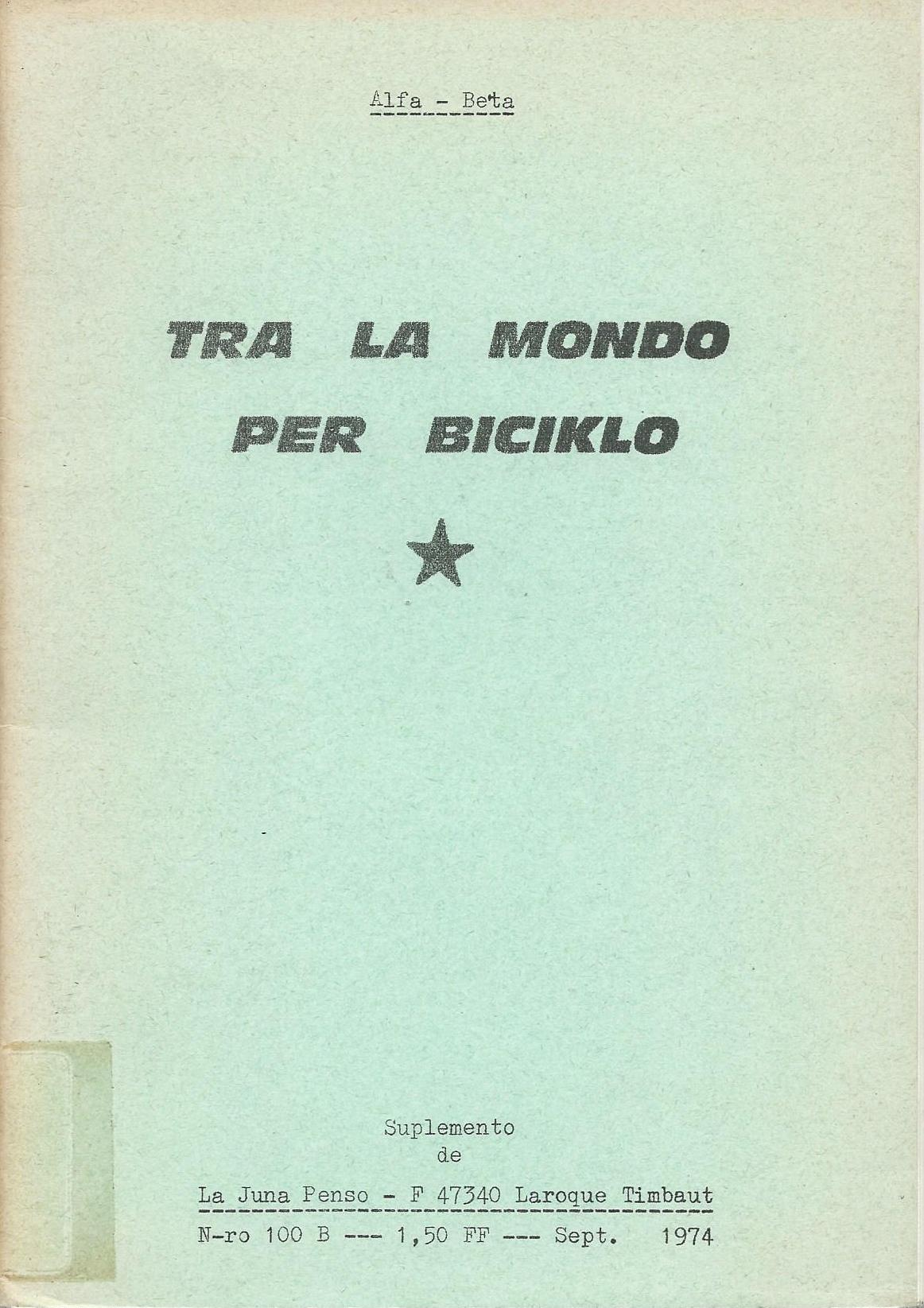
Tra la Mondo per Biciklo, édition de 1974.

Lucien Péraire (né le 26 avril 1906 à Lavardac - mort le 19 novembre 1997 à Léhon) est un voyageur espérantiste français, connu pour son voyage à bicyclette, en mode vélorail, à travers l'Eurasie qu'il effectua entre 1928 et 1932, et qu'il a raconté dans son livre très confidentiel Tra la mondo per biciklo kaj Esperanto (À travers le monde à vélo et en espéranto), édité par le club d'espéranto d'Agen en 1990.
Longtemps oublié dans la mémoire de son village, Lucien Péraire, grand défenseur et pratiquant de l'espéranto profondément attaché à la paix des peuples, a été un globe-trotter humaniste allant à la rencontre des gens, partageant leur travail, leur quotidien, leurs expériences.
Cet aventurier a parcouru principalement à vélo de 1928 à 1932 plus de 30 000 km à travers la France, l'Allemagne, la Tchécoslovaquie, l'Autriche, la Hongrie, la Pologne et la Russie qu'il traverse en grande partie à vélo sur les rails du Transsibérien après avoir inventé le « vélo rail ». Il prolongera et terminera son périple en traversant la Mandchourie, le Japon La Chine et l'Indochine.
Entrepris dans le sillage de la Première Guerre mondiale et des traumatismes qu'elle avait provoqués sur sa génération, le voyage s’inscrit dans un désir de comprendre les causes des inimitiés entre les nations, et d’éprouver la possibilité d’une communauté 
transnationale et solidaire à travers le réseau mondial des espérantistes.

## Jeunesse
Enfant d'une famille pauvre, il a travaillé à partir de onze ans et n'a presque jamais connu l'école. Il réussit malgré tout à apprendre la sténographie (méthode Duployé). Apprenti chez un réparateur de bicyclette, il fabrique son premier vélo. Chez un charpentier, il apprend le calcul et le dessin.

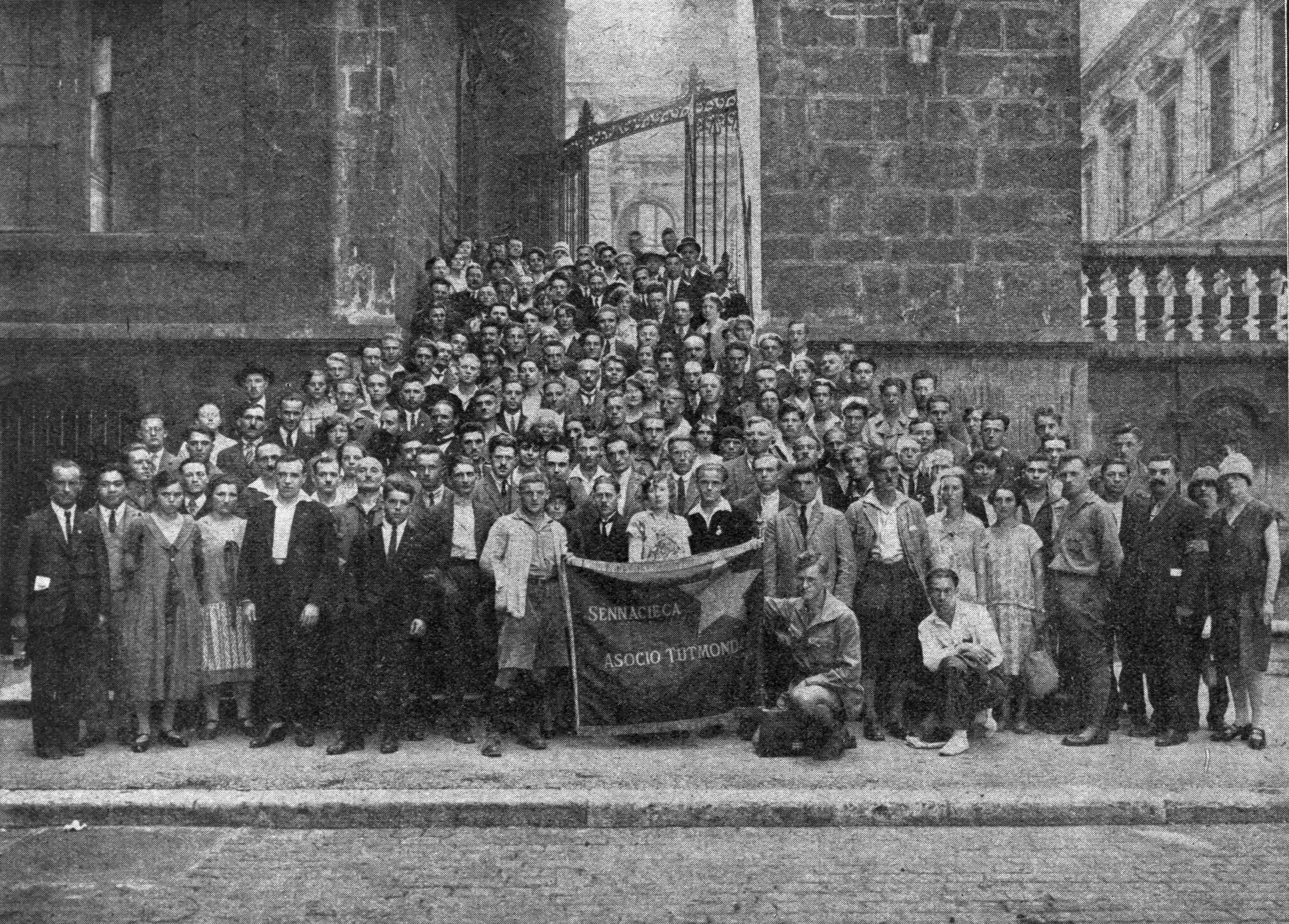
SAT-kongreso 1927

Son enfance ayant eu pour cadre une France dans la Première Guerre mondiale, il commence à penser que pour éviter les guerres, il faut non seulement être tolérant, mais également pratiquer cette tolérance. Pour cela, il apprend l'espéranto par correspondance et, en 1927, il participe au septième congrès de l'association espérantophone SAT, l'Association mondiale anationale. Plus tard, il lit dans la revue de cette association l'annonce d'un jeune allemand (Paul Posern) cherchant un autre espérantiste pour aller à vélo jusqu'en Extrême-Orient.

## À travers le monde à vélo et en espéranto

### Europe

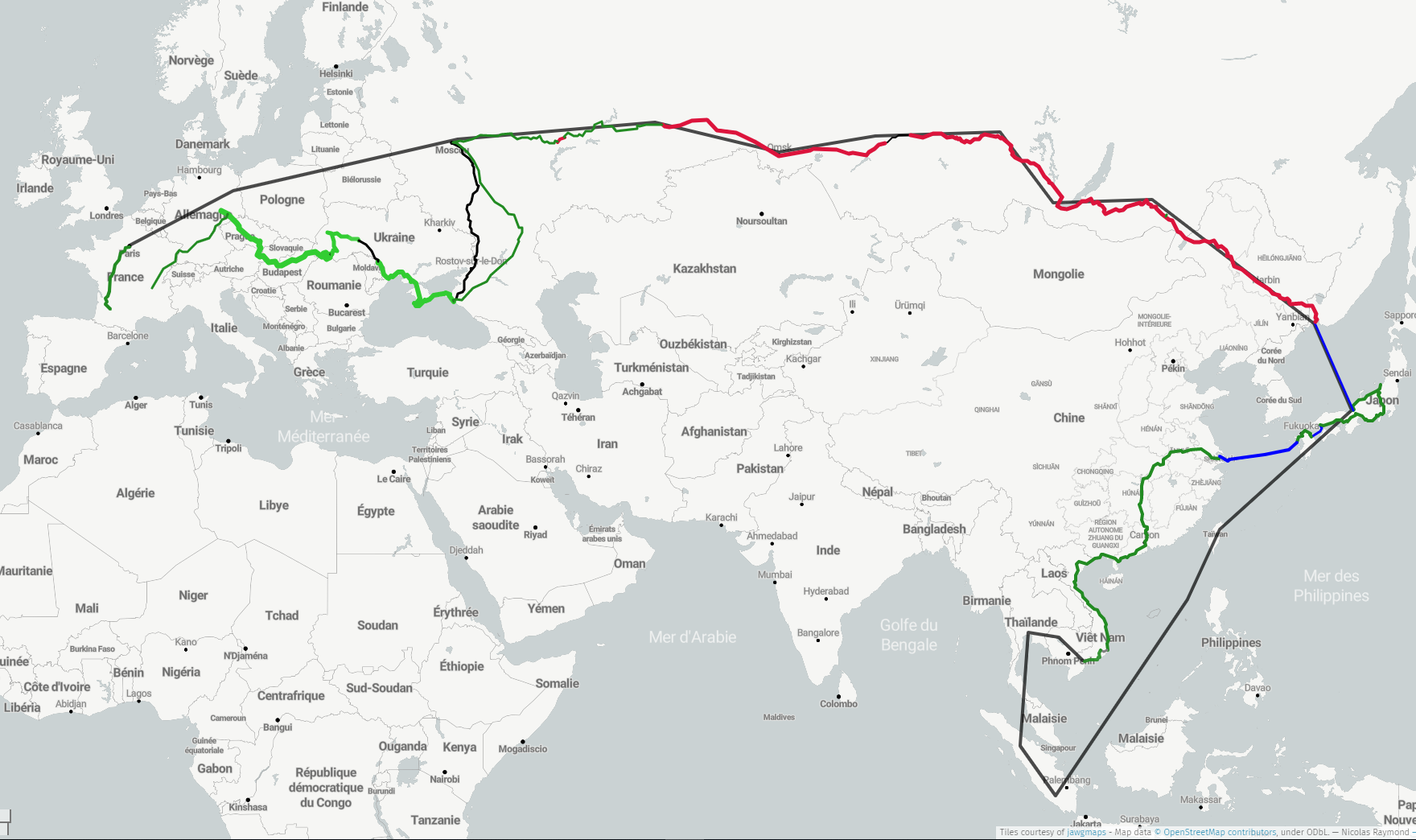
Itinéraire de Lucien Péraire lors de son voyage en 1928-1932

C'est au fur et à mesure de sa progression en URSS que naitra son idée de construire un appareil qui lui permettra de rouler sur les rails en vélorail. Son voyage a de visées pacifistes, dimension assez remarquée, compte tenu du contexte politique du moment et il commence par l'Allemagne.
Parti de France le 24 juillet 1928, Lucien Péraire entre en Allemagne le 29. Avant de rencontrer son compagnon de route, il observe les nouvelles coutumes, les difficultés qu'il éprouve dues à la différence de langue (déjà en Alsace), la condition de vie des travailleurs et des chômeurs, la propreté et l'ordre…
Les deux voyageurs traversent l'Autriche et la Hongrie pour atteindre la Pologne. La route ainsi que l'alphabet latin disparaissent. Leur chemin croise de généreux paysans pauvres, des écoliers, des groupes locaux d'espéranto… Ils entrent avec émotion le 12 octobre en Union soviétique, présentée en Europe occidentale comme « le pays de l'homme avec un couteau entre les dents ». Il n'y a plus de chemin. Lucien envisage un appareil qui lui permettrait de rouler à bicyclette sur les voies ferrées de l'URSS.

### URSS
À Odessa, ils rencontrent leur correspondant espérantiste. La ville est à moitié détruite par la guerre civile russe. Dans chaque ville ils doivent laisser leur passeport au Guépéou et demander chaque jour un permis de séjour. Ils demandent leurs impressions aux civils, sont invités dans des clubs, journaux, camps de pionniers, et fédérations sportives pour parler de leur voyage.
Après Sébastopol, les deux voyageurs découvrent des vestiges de la bataille de Perekop, perdent leur chemin et sont accueillis dans un Kolkhoze. Ils dépassent leurs difficultés de communication grâce à un jeune garçon s'adressant à eux en espéranto, appris d'un instituteur itinérant. Les deux voyageurs doivent se séparer car Lucien doit aller à Moscou pour refaire son passeport. L'hiver est trop rude, il doit rebrousser chemin et travailler en attendant le redoux. Au printemps 1929, sur son chemin (Stalingrad, Moscou, Nijni Novgorod), il est accueilli par les groupes locaux d'espéranto.
À Kazan, il construit son appareil pour voyager à vélo sur le chemin de fer. Pendant trois semaines, il bricole dans un atelier d'État, devant trouver tout son matériel au marché noir. Il reçoit le premier permis de circulation à vélo sur les rails du Transsibérien grâce à l'appui du touring club soviétique (Avtodor (ru)). L'évènement est couvert par la presse internationale, et lorsqu'il arrivera à Bangkok, il trouvera des adaptations de son appareil. Une fois, il est pris pour un saboteur et est arrêté, avant d'être rapidement relâché.
Après Irkoutsk, les tensions militaires l'empêchent d'entrer en Mandchourie. On lui demande de rentrer en France. Il est obligé de revenir jusqu'à Irkoutsk où il obtient un permis de séjour et attend que le froid (jusqu'à −45 °C) cesse, en effectuant des travaux de charpentier pour le compte d'une société d'extraction d'or. Le jour de Noël, il donne son premier cours d'espéranto.
Le voyageur français quitte Irkoutsk le 8 mai 1930, et entre en Mandchourie malgré de nombreuses mises en garde. Il rencontre des espérantistes japonais et reçoit une invitation au Japon. À Harbin, il rencontre des espérantistes russes blancs réfugiés, mais aussi des japonais en voyage vers le congrès d'Espéranto d'Oxford.
Il arrive à Vladivostok au début de l'été. Si l'on dit parfois qu'il est le premier homme à être allé de l'océan Atlantique à l'océan Pacifique à bicyclette, il répète toujours que tout ceci a été possible sans aucune aide officielle, mais grâce à la grande communauté espérantophone.

### Japon-Chine

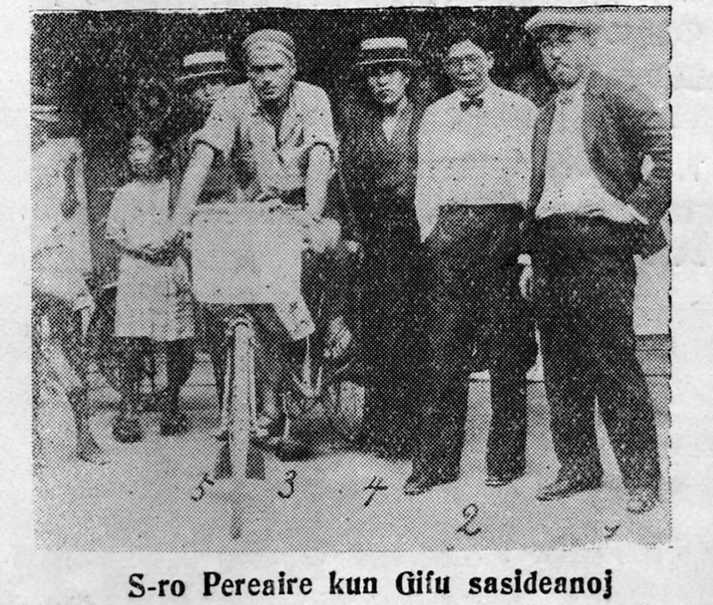
Lucien Péraire au Japon

Alors que juin 1930 le voit arriver dans le port de Vladivostok le long d’une large avenue boueuse et mal pavée, devant une foule enthousiaste, malgré sa difficile progression en short et chemisette juché sur sa machine, il séjournera au Japon et atteindra l’actuel Vietnam, alors Indochine française.
Lucien embarque pour le Japon où il est immédiatement invité à faire l'ouverture du 18e congrès national d'espéranto. Dans ce milieu, l'ouvrier anonyme français apprend à côtoyer des personnes de professions et classes sociales très diverses : l'épouse d'un courtisan, des ouvriers et paysans, un bonze communiste, le directeur d'une léproserie moderne, et de nombreux étudiants et universitaires.
Au départ pour la Chine, on lui fait à Nagasaki des adieux bouleversants. À Shanghai, il est accueilli par de nouveaux amis espérantistes. Le secrétaire du consulat français lui déconseille de continuer. Dans les années 1930, les seigneurs de la guerre, le Kuomintang, le parti communiste et les concessions se déchirent un pays au bord du chaos, auxquelles s'ajoute l'influence des diverses missions religieuses. Péraire réaffirme sa devise : Mon vélo, mes cartes, ma volonté.
Après Nankin, Lucien décide de traverser le Hunan, une région dangereuse sous le contrôle de Mao Zedong mais qui est également le plus court chemin vers l'Indochine. Il parvient néanmoins le 24 décembre à Canton où cette traversée sans danger paraît suspecte aux yeux du consul français. On lui conseille de franchir la frontière par la mer car la frontière terrestre est contrôlée par les partisans du Tonkin d'Hô Chi Minh. En attendant qu'il soit autorisé à continuer, il enseigne l'espéranto à l'université. Le 17 juillet 1931, il quitte Canton.

### Indochine
À Fort-Bayard, il fait la découverte du trafic de femmes répandu en Indochine et pratiqué par les militaires Français.
Finalement Lucien arrive à Hanoï où l'accueillent environ 2 000 personnes, puis continue son voyage vers le sud. Il  voit des régions misérables et un peuple misérable, il enrage contre son pays qui n'est pas capable d'assurer la survie de ses colonies. Il comprend que la prétendue mission civilisatrice de la France est factice et que l'administration coloniale ne cherche que le profit et le prestige. Invité par des indigènes à tenir des conférences sur l'Espéranto et sa valeur émancipatrice, il rencontre de plus en plus de succès. Pour cette raison, il est mis sous observation par les autorités, et s'engage une campagne de dénigrement contre lui.
Il rencontre un douanier qui lui confie ses craintes vis-à-vis du communisme : pour l'instant les villageois manifestent pacifiquement pour avoir du pain, et sont punis à coup de fusil. Quand ils se révolteront, les colons ne pourront rien faire. Lucien note également que les colons ont créé plus de débits de boisson et de tabac que d'écoles ou de dispensaires.
Il tombe malade du paludisme à Saïgon et doit rester un long moment à l'hôpital. Alors que les autorités le considèrent comme indésirable, la population l'apprécie beaucoup et organise une grande cérémonie pour son départ.

### Asie du Sud-Est et retour
La suite du voyage est moins détaillée dans son opuscule. À cours d'argent, et se sentant encore affaibli, il visite tout de même les temples d'Angkor (Cambodge), traverse le Siam et embarque pour Java et Sumatra.
Il repart par bateau au Japon, en faisant une escale à Formose. Il quitte le Japon le 28 avril 1932, bouleversé : à l'heure du bilan, son voyage lui a prouvé qu'une fraternité entre tous les hommes est possible, mais il entrevoit le spectre d'une nouvelle guerre mondiale.
Il traverse l'Eurasie en train, et arrive finalement en France, ruiné. À Paris, des amis l'aident à acheter une bicyclette et à revenir à sa ville natale, Lavardac, où il est accueilli par sa mère, par un « Enfin, voyou, te voilà revenu ! », une caresse, une manifestation de l'amour maternel, qui témoigne aussi du peu de compréhension qu'a suscité son entreprise.

## Après le voyage
Il reprend le travail au plus tôt, et quelques jours après son retour, il est victime d'un grave accident. Sa vie sera une suite de drames, et il mettra des années à compiler et publier ses notes, essuyant toujours des refus chez les éditeurs pour la version en français. La première brochure en espéranto sortira en 1990.

## Aujourd'hui

### Années 2000-2010

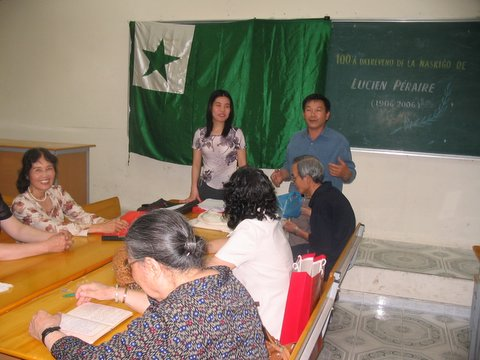
Réunion à Hanoï en 2006 — Célébration du centenaire de Lucien Péraire

- Le 23 avril 2006, à Hanoï, fut organisée une réunion pour fêter le centenaire de Lucien Péraire, où furent lues quelques lettres qu'il avait envoyées pour soutenir la lutte pour l'indépendance, et pour féliciter le peuple vietnamien d'avoir rétabli la paix. Dans ces lettres, il demandait si l'on se souvenait de lui. La réponse est la suivante :

« Lucien ne sait pas que, non seulement, nous nous souvenons de lui, mais qu'aussi, grâce à ses apports, le mouvement espérantiste au Viêt Nam a connu une poussée en 1932, et qu'aujourd'hui, nous célébrons son centenaire dans la maison de la culture Nguyen Van To […] non loin de l'école Victor Hugo où en 1931 il fit une conférence sur l'espéranto devant une assemblée de mille personnes. Et il ne sait pas qu'en 2007, à Hanoï, la première ville qu'il visita en Indochine, accueillera le Congrès International de la Jeunesse (Internacia Junulara Kongreso). »

- En juin 2005, le journal quotidien francophone Cambodge Soir raconte qu'un étudiant a découvert que le premier contact entre le Cambodge et l'espéranto ne s'est pas produit en 1979 comme on le croyait, mais en 1931 avec Lucien Péraire[4].
- En mars 2007, s'est créé le club Lucien Péraire au sein de l'université des langues étrangères de Hanoï.
- En novembre 2011, ce club a célébré le 80e anniversaire de la venue de Lucien Péraire à Hanoï ((eo) article).

### Années 2020

#### Péraire comme sujet d'étude
Lors de la journée d'étude “Un siècle d'espérantisme ouvrier (1921-2021)”, à l'occasion du centenaire de l'association SAT, le Centre Alexandre-Koyré a présenté le projet « Péraire digital, un ouvrier-voyageur (1928-1931) ». Ont pu y être évoqués :
- la quantité de documents laissés (environ 6 000 pages dans des carnets déposés au siège d'Espéranto-France, comprenant les originaux en sténo et les différentes versions créées pour les éditeurs, ainsi qu'un carnet rempli par les personnes rencontrées).
- une certaine « attitude Péraire », c'est-à-dire la découverte spontanée des réalités du monde.
- les modes de financement au cours du voyage : la vente de cartes postales, les conférences, et le travail lors des hivers en URSS.
- le fait que les autorités en Indochine soient assez clairvoyantes en prenant rapidement conscience de l'aspect anti-impérialiste que peut revêtir l'Espéranto. (La fin du voyage à partir de l'Indochine n'est que très rapidement évoquée dans Tra la mondo…)
- les tentatives pour faire éditer les tapuscrits et les refus à différents niveaux.

Le projet est également soutenu par le Domaine d’intérêt majeur (DIM) Matériaux anciens et patrimoniaux (Sauver le patrimoine matériel espérantiste : le voyage de Lucien Péraire (1928-1932)). À ce titre des panneaux lui sont dédiés au sein d'une exposition « Objets de culture, matériaux et diversité » se tenant à la gare de Versailles-Chantiers, du 12 avril au 29 mai 2023.
Le 4 novembre 2024, est inauguré le site web multilingue « peraire.huma-num.fr » (consulté le 14 novembre 2024) mettant à la disposition des chercheurs et du public les ressources du fonds Péraire déposées au siège d'Espéranto-France et numérisées dans le cadre du projet SAVESPO. Le site propose des outils d'exploration géographique ou par mots-clés.

#### Commémorations

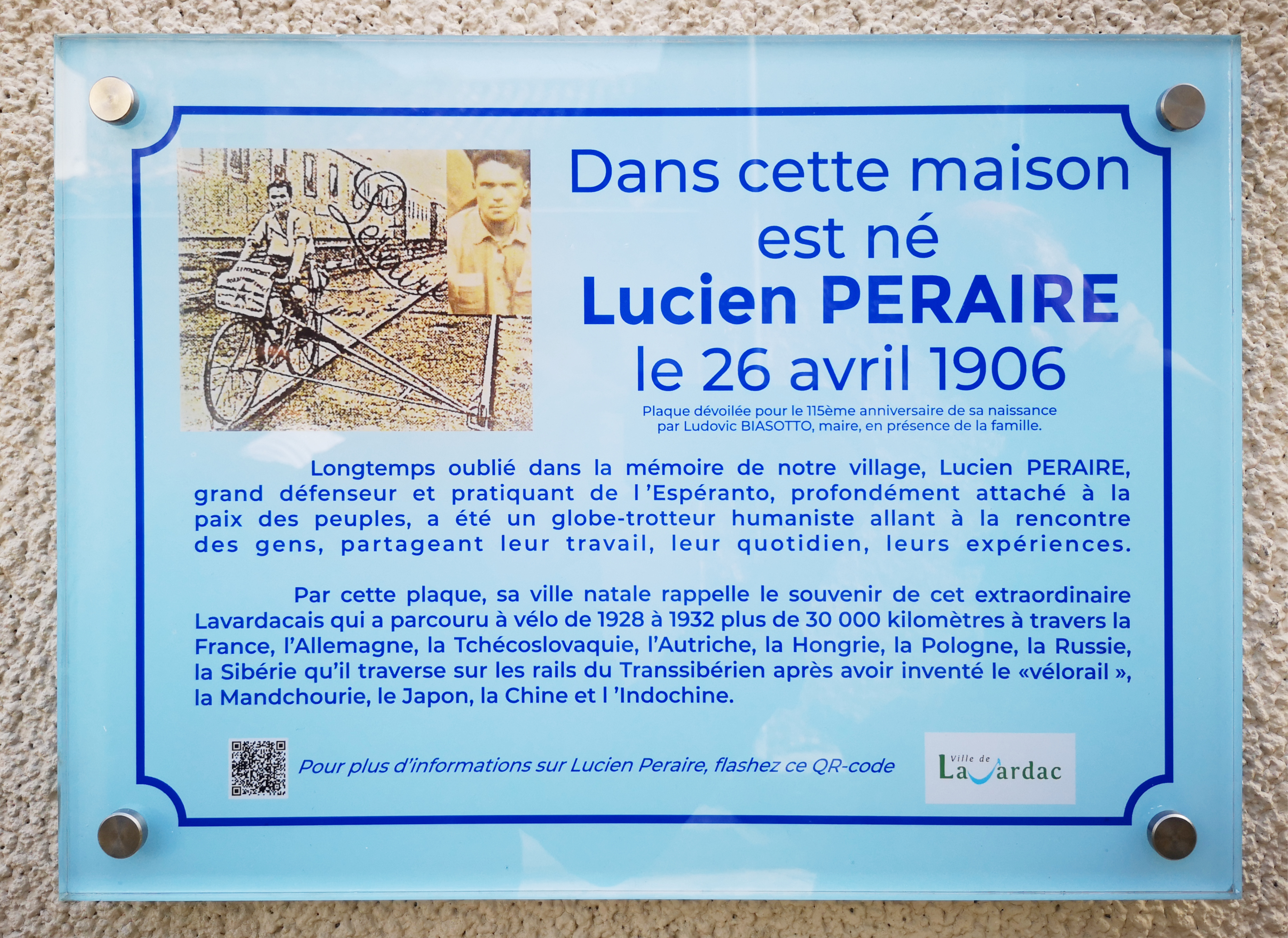
Plaque posée le 26 mars 2022 à Lavardac

- Une plaque a été posée le 26 mars 2022 sur sa maison natale, à Lavardac, et inaugurée par son arrière-petite-nièce Léa Péraire et le maire de la ville, en présence de nombreux membres de la famille, d'espérantistes locaux et étrangers, dont des membres de l'Association internationale des cyclistes espérantophones, et la présidente de l'association Mémoires en Albret. Y furent évoqués la jeunesse lavardacaise de Lucien Péraire au bord de la Baïse, l'intérêt du récit à l'époque contemporaine, ainsi que les projets en cours[7].
- le 8 juin 2024 fut l'occasion de l'inauguration d'une statue de 8,4 mètres de hauteur, réalisée par l'artiste cartonniste Stéphane Munoz et représentant le voyageur, roulant sur les rails au sommet d'un globe terrestre[8].

## Influence
Le voyage a inspiré plusieurs projets de cyclotourisme, notamment :
- Zef Jégard, plusieurs voyages en Eurasie (Brest-Vladivostok) dans les années 2000[9].
- Laura et Benoît - Objectif Japon[10], voyage de 21 275 km en 2018-2019, page Facebook du voyage.
- Alice et Cédric - Portrait de planète, 2008, rencontre avec les espérantistes vietnamiens

## Analyse

### Intérêt du témoignage
Le récit de Lucien Péraire offre un témoignage unique vis-à-vis de la culture de l'Espéranto, mais il offre également une vision de la charnière de l'Entre-deux-guerres que sont les années 1928-1932, cela de la France à l'Extrême-Orient, et notamment en URSS. Si l'ouvrage est souvent descriptif, les notes, que l'auteur a pris soin de dater dans la version française, ajoutent une réflexion a posteriori (1930, 1966-70).

### Les espoirs de la jeunesse, le monde de 1930
Ainsi nous suivons l'épopée extraordinaire d'un jeune homme ordinaire qui, jugeant qu'un monde meilleur passerait par une meilleure éducation, une meilleure hygiène et une meilleure connaissance de l'autre, mettra en pratique ces idées en apprenant de façon autodidacte la sténographie ou l'espéranto, en appliquant les principes d'un traité d'hygiène emporté dans ses bagages, et en entreprenant ce voyage.
L'auteur s'avoue bien volontiers naïf, mais son récit très factuel au départ s'étoffe au fur et à mesure de réflexions et de prises de conscience sur la société, les peuples et ceux qui les gouvernent.
Ainsi on passe par exemple de la description des coutumes gastronomiques allemandes…

« L'alimentation consiste en charcuterie, beurre et café, peu de pain et beaucoup de pommes de terre bouillies aux repas. Du reste il y a 3 sortes de pains courants : couleur extra blanc, genre biscotte, crème et marron. Ces 3 pains sont servis souvent dans le même repas (surtout dans les restaurants) en même temps que le plat demandé ; en fait, au point de vue gastronomique, je reconnais que ce système est bien imaginé. »

… à la compassion pour le peuple indochinois maltraité par le colon français :

« Par une réaction toute naturelle, c'est forcé que ce peuple se révolte puisqu'il ne peut plus contenter ses besoins les plus élémentaires comme de manger et de se soigner. Par contre, si je rencontre partout des débits d'alcool et de tabac, en vain je cherche une pharmacie et à plus forte raison un médecin. »

« Des bandes de squelettes vivants déambulent ainsi à la recherche d'une problématique nourriture. […] Il y a eu une révolte et un sergent français a été tué par des “Jacques” armés de faux et de fourches. Je croyais entendre un épisode des Jacqueries sous Louis XIV. »

La prise de conscience est également personnelle, par exemple lorsqu’il prépare de lui-même un cours d'Espéranto à Canton.

« Neniam, de la komenco de mia vivo, mi tiom multe laboradis per cerbo, kiom por ellabori mian kurson […]. Baldaŭ mi komencis konscii la diferencon inter fizika kaj kapa laboroj kaj mi komprenis, ke naiva kritiko de manlaboristo kontraŭ “intelektula” laboro estas granda eraro kaj nova stultaĵo, pro niaj antaŭjuĝoj…
Jamais depuis le début de ma vie je n'avais autant fait travailler mon cerveau, que pour préparer mon cours […]. Bientôt, je commençais à prendre conscience de la différence entre le travail physique et le travail intellectuel, et je comprenais qu'une critique naïve d'un travailleur manuel contre le travail “intellectuel” est une grande erreur, et une idiotie de plus, due à nos préjugés… »

### En filigrane, les grands évènements de 1928-1932
- En Allemagne, le nombre important de chômeurs reflète une situation économique peu stable que traverse la République de Weimar et qui précède son effondrement en 1929. L'agitation des idéologies qui règne se traduit par des manifestations ordonnées et disciplinées, avec fanfare et jeunes gens en uniforme, comme celle du Front Rouge qu'observe Lucien Péraire[TLM 3].
- En URSS,
  - Odessa porte les marques de la Guerre civile russe.
  - La crise économique de 1929 n'a que peu d'impact compte tenu du fait que le pays est déjà très pauvre et de par le système économique de l'URSS.
  - La circulation à travers le pays, bien que compliquée par la bureaucratie, n'est pas interdite à Péraire, et celui-ci n'est arrêté qu'une fois pour soupçon d'espionnage (malgré la guerre encore récente), avant d'être relâché (ses papiers étant en règle). L'URSS n'avait alors pas encore sombré dans la paranoïa de la Grande Terreur.
  - Entre octobre 1929 et mai 1930, Péraire tente d'obtenir son visa pour la Manchourie, il doit rebrousser chemin, attendre… Il est en fait bloqué par le Conflit sino-soviétique (1929) qui porte sur le contrôle du chemin de fer de l'Est chinois, qu'il compte justement emprunter.

- Au Japon, 

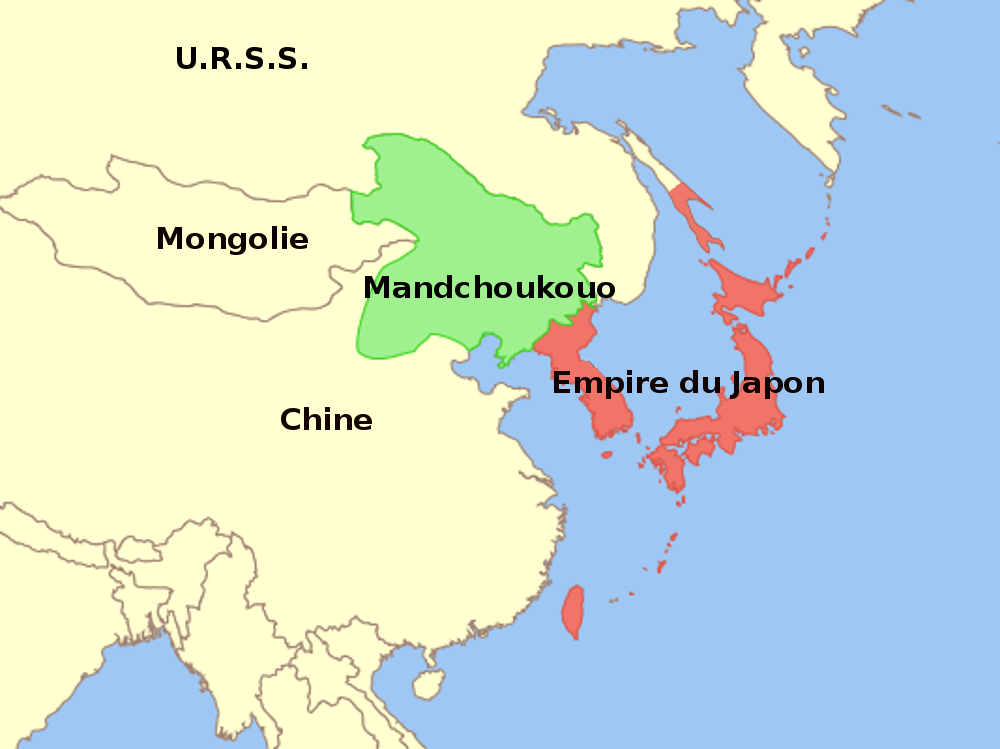
Empire du Japon et Mandchoukouo.

  - Le plus grand problème semble être la démographie galopante, et que le seul remède “pacifique” (enseigné dans les facultés) était pour le Japon une politique d'exportation à outrance, d‘industrialisation proportionnelle et de travail acharné et rationalisé[11]. Taïwan (1895) et la Corée (1910) avaient déjà été incorporées à l'Empire, l'Invasion japonaise de la Mandchourie commence le 19 septembre 1931. Voir : Militarisme japonais (Montée de l'aventurisme militaire).
  - La lèpre est présente au Japon depuis le VIIe siècle. C'est au début du XXe siècle que le gouvernement commence à s'intéresser à la lèpre. Dès 1905 des sanatoriums sont créés. Lucien Péraire est témoin d'une vie en communauté qui s'organise en visitant le Sanatorium Tama Zenshōen. Toutefois c'est également au début des années 1930 qu'apparaissent des mouvements anti-lépreux, encouragés et financés par le gouvernement. Ceci donnera lieu à des hospitalisations forcées. Voir Lèpre au Japon et Hospitalisation forcée au Honmyō-ji.
- La traversée de la république de Chine lui est à plusieurs reprises déconseillée. Elle s'effectue cependant lors d'une relative accalmie succédant aux Seigneurs de la guerre chinois, à la Guerre des Plaines centrales. Pendant qu'il traverse la région du Hunan, les troupes nationalistes tentent de briser le territoire communiste voisin du sud du Jiangxi. Voir : Décennie de Nankin.

- En Indochine française,

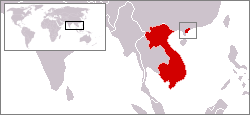
Localisation de Kouang-Tchéou-Wan et du reste de l'Indochine française.

  - Lors d'un passage au Kouang-Tchéou-Wan (territoire à bail de 99 ans du même type que Hong Kong), le voyageur décrit une administration coloniale Française soucieuse de son image, s'arrangeant néanmoins avec les pratiques telles que l'achat de femmes[TLM 4],[12]. Fort-Bayard est en fait une plaque tournante des différents trafics, notamment d'opium[13],[14],[Note 2].
  - Dans les campagnes, c'est un peuple affamé, en proie au trachome, maintenu à l'écart par les armes. L'économie s'est alors effondrée à la suite de la Grande Dépression.
  - Référence est également faite au bagne de Poulo Condor, dont le nom n'est évoqué qu'à voix basse, même par les Français[TLM 5] tant ce qui s'y passe est terrifiant. La comparaison tombe : « Rarement un prisonnier sort vivant de cet enfer qui est un Buchenwald. Les allemands hitlériens n'ont rien inventé, ni les tortures, ni la soif, ni la faim, etc… »[11]

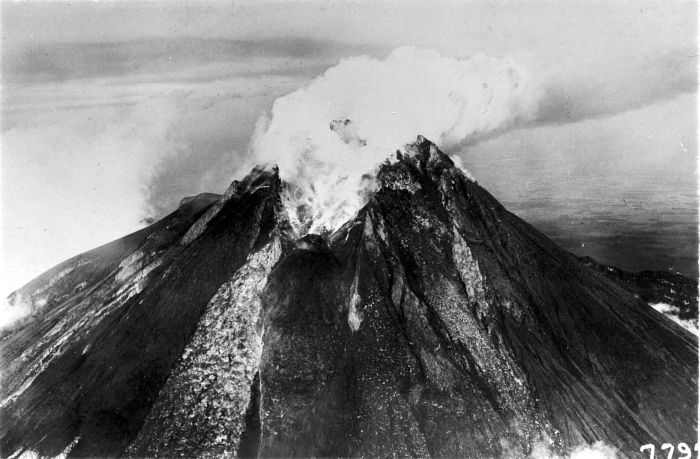
Vue aérienne du Merapi en éruption en 1930.

- L'île de Java, en 1932, porte les marques de l'éruption du mont Merapi qui a eu lieu deux ans plus tôt[TLM 6].

### Inscription dans l'histoire de l'Espéranto
Le premier manuel d'espéranto est publié en Russe en 1887. Rapidement il se diffuse, principalement dans les milieux cultivés d'Europe. Après la première guerre mondiale, les mouvements pacifistes, anarchistes, internationalistes s'emparent de l'Espéranto comme moyen de compréhension entre les peuples. Ainsi nait en 1921 l'Association mondiale anationale (SAT), rejetant le neutralisme prôné par Association mondiale d'espéranto et qualifié de bourgeois, à tel point que dans le plus fort de cette opposition, il n'est pas possible d'adhérer aux deux associations.
Ce conflit semble ne pas affecter Lucien Péraire, membre de SAT et jeune travailleur lors de son voyage, mais celui-ci se trouvera au long de sa vie souvent ostracisé par les mouvements espérantistes de par ses positions politiques, (pas assez neutre pour certains, trop pour d'autres ?) malgré le soutien de plusieurs défenseurs.
Dans l'Allemagne de 1926, trente mille personnes se disent espérantistes. Le gouvernement reste indifférent, puis dans l'influence montante du nazisme, l'Espéranto est de plus en plus qualifié de « trouvaille juive au service de l'internationalisme anti-allemand, du pacifisme et empêchant de tirer profit de la connaissance des langues nationales étrangères ». En 1933, les associations “non neutres” sont dissoutes. Lucien Péraire indique que nombreux de ses amis espérantistes de Leipzig seront tués par Hitler quelques années plus tard,.
En URSS, l'Espéranto connait d'abord un large succès avec la volonté d'alphabétisation. En 1928 il y aurait eu 16 000 espérantistes en URSS. Le pays représente une large partie des cotisations de SAT. Nombreux sont ceux qui s'adonnent à la correspondance avec l'étranger. À partir de 1928, l'URSS se relance dans les collectivisations, les correspondances deviennent collectives, contrôlées, inintéressantes et rares. En 1930, les cotisations pour SAT sont bloquées, ce qui manque de la faire disparaître. En 1937, Staline ordonne de « détruire tous ceux qui ont eu des contacts avec l'étranger », donc les espérantistes actifs. 30 000 espérantistes soviétiques sont arrêtés, dont deux mille meurent dans les premières années,.
La méthode Cseh, fondée par le hongrois Andor Cseh dans les années 1920 est l'une des méthodes d'enseignement de l'espéranto les plus connues. Elle est dite directe dans le sens où le cours est fait uniquement en espéranto, les mots nouveaux étant expliqués à l'aide des mots déjà acquis. Péraire, ayant été reçu et conseillé par Cseh, appliquera cette méthode lorsqu'il donnera des cours, notamment à Canton.

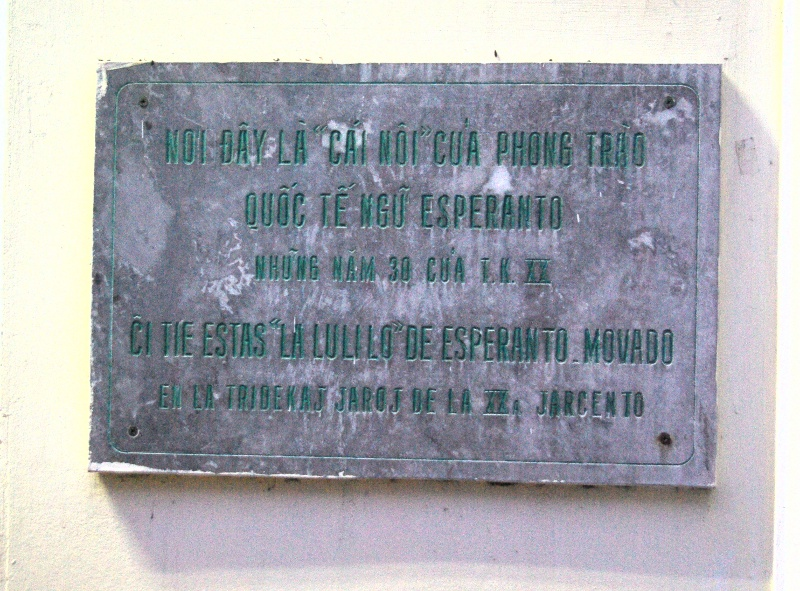
Plaque à Hanoï, la maison de la culture Nguyen Van To: Ce lieu fut le “berceau” du mouvement espérantiste, dans les années 1930 du vingtième siècle.

S'il n'est pas le premier espérantiste au Vietnam, il est indéniable que le passage de Lucien Péraire a donné une forte impulsion  au mouvement naissant.